# 3 Heures de Silverstone 2013
Navigation
Édition suivante
Les 3 Heures de Silverstone 2013, disputées le 13 avril 2013 sur le circuit de Silverstone dans le cadre des 6 Heures de Silverstone, ont constitué la première manche de l'European Le Mans Series 2013.

## Course

### Classement de la course
Voici le classement provisoire au terme de la course.
- Les vainqueurs de chaque catégorie sont signalés par un fond jauni.
- Pour la colonne Pneus, il faut passer le curseur au-dessus du modèle pour connaître le manufacturier de pneumatiques.

| Pos  | Classe | no | Écurie                   | Pilotes                                                  | Châssis                     | Pneus | Tours | Temps       |
| Pos  | Classe | no | Écurie                   | Pilotes                                                  | Moteur                      | Pneus | Tours | Temps       |
| ---- | ------ | -- | ------------------------ | -------------------------------------------------------- | --------------------------- | ----- | ----- | ----------- |
| 1    | LMP2   | 38 | Jota Sport               | Simon Dolan Oliver Turvey                                | Zytek Z11SN                 | D     | 48    | 2:15'22.561 |
| 1    | LMP2   | 38 | Jota Sport               | Simon Dolan Oliver Turvey                                | Nissan VK45DE 4.5 L V8 Atmo | D     | 48    | 2:15'22.561 |
| 2    | LMP2   | 34 | Race Performance         | Michel Frey Patric Niederhauser                          | Oreca 03                    | D     | 48    | + 4.619     |
| 2    | LMP2   | 34 | Race Performance         | Michel Frey Patric Niederhauser                          | Judd HK 3.6 L V8 Atmo       | D     | 48    | + 4.619     |
| 3    | LMP2   | 1  | Thiriet par TDS Racing   | Pierre Thiriet Jonathan Hirschi                          | Oreca 03                    | D     | 48    | + 5.485     |
| 3    | LMP2   | 1  | Thiriet par TDS Racing   | Pierre Thiriet Jonathan Hirschi                          | Nissan VK45DE 4.5 L V8 Atmo | D     | 48    | + 5.485     |
| 4    | LMP2   | 36 | Signatech Alpine         | Pierre Ragues Nelson Panciatici                          | Alpine A450                 | M     | 48    | + 3'54.005  |
| 4    | LMP2   | 36 | Signatech Alpine         | Pierre Ragues Nelson Panciatici                          | Nissan VK45DE 4.5 L V8 Atmo | M     | 48    | + 3'54.005  |
| 5    | LMGTE  | 77 | Proton Competition       | Christian Ried Gianluca Roda Nick Tandy                  | Porsche 911 GT3 RSR         | M     | 48    | + 4'00.704  |
| 5    | LMGTE  | 77 | Proton Competition       | Christian Ried Gianluca Roda Nick Tandy                  | Porsche 4.0 L Flat-6 Atmo   | M     | 48    | + 4'00.704  |
| 6    | LMGTE  | 52 | Ram Racing               | Johnny Mowlem Matt Griffin                               | Ferrari 458 Italia GT2      | M     | 47    | + 1 tour    |
| 6    | LMGTE  | 52 | Ram Racing               | Johnny Mowlem Matt Griffin                               | Ferrari 4.5 L V8 Atmo       | M     | 47    | + 1 tour    |
| 7    | LMGTE  | 53 | Ram Racing               | Gunnar Jeannette Frankie Montecalvo                      | Ferrari 458 Italia GT2      | M     | 47    | + 1 tour    |
| 7    | LMGTE  | 53 | Ram Racing               | Gunnar Jeannette Frankie Montecalvo                      | Ferrari 4.5 L V8 Atmo       | M     | 47    | + 1 tour    |
| 8    | LMGTE  | 66 | JMW Motorsport           | Andrea Bertolini Joël Camathias                          | Ferrari 458 Italia GT2      | D     | 47    | + 1 tour    |
| 8    | LMGTE  | 66 | JMW Motorsport           | Andrea Bertolini Joël Camathias                          | Ferrari 4.5 L V8 Atmo       | D     | 47    | + 1 tour    |
| 9    | LMPC   | 48 | Team Endurance Challenge | Soheil Ayari Anthony Pons                                | Oreca FLM09                 | M     | 46    | + 2 tours   |
| 9    | LMPC   | 48 | Team Endurance Challenge | Soheil Ayari Anthony Pons                                | Chevrolet 6.2 L V8 Atmo     | M     | 46    | + 2 tours   |
| 10   | GTC    | 79 | Ecurie Ecosse            | Andrew Smith Ollie Millroy Alisdair McCaig               | BMW Z4 GT3                  | M     | 46    | + 2 tours   |
| 10   | GTC    | 79 | Ecurie Ecosse            | Andrew Smith Ollie Millroy Alisdair McCaig               | BMW 4.4 L V8 Atmo           | M     | 46    | + 2 tours   |
| 11   | LMP2   | 4  | Boutsen Ginion Racing    | Bastien Brière Thomas Dagoneau (pl) John Hartshorne      | Oreca 03                    | D     | 46    | + 2 tours   |
| 11   | LMP2   | 4  | Boutsen Ginion Racing    | Bastien Brière Thomas Dagoneau (pl) John Hartshorne      | Nissan VK45DE 4.5 L V8 Atmo | D     | 46    | + 2 tours   |
| 12   | LMGTE  | 75 | Prospeed Competition     | François Perrodo Emmanuel Collard Sébastien Crubilé (de) | Porsche 911 GT3 RSR         | M     | 46    | + 2 tours   |
| 12   | LMGTE  | 75 | Prospeed Competition     | François Perrodo Emmanuel Collard Sébastien Crubilé (de) | Porsche 4.0 L Flat-6 Atmo   | M     | 46    | + 2 tours   |
| 13   | GTC    | 62 | AF Corse                 | Andrea Razzoli Stefano Gai Lorenzo Casè (pl)             | Ferrari 458 Italia GT3      | M     | 46    | + 2 tours   |
| 13   | GTC    | 62 | AF Corse                 | Andrea Razzoli Stefano Gai Lorenzo Casè (pl)             | Ferrari F136 4.5 L V8 Atmo  | M     | 46    | + 2 tours   |
| 14   | LMGTE  | 67 | IMSA Performance Matmut  | Patrice Milesi Raymond Narac Wolf Henzler                | Porsche 911 GT3 RSR         | M     | 44    | + 4 tours   |
| 14   | LMGTE  | 67 | IMSA Performance Matmut  | Patrice Milesi Raymond Narac Wolf Henzler                | Porsche 4.0 L Flat-6 Atmo   | M     | 44    | + 4 tours   |
| 15   | LMP2   | 39 | DKR Engineering          | Olivier Porta Romain Brandela Stéphane Raffin            | Lola B11/40                 | D     | 43    | + 5 tours   |
| 15   | LMP2   | 39 | DKR Engineering          | Olivier Porta Romain Brandela Stéphane Raffin            | Judd HK 3.6 L V8 Atmo       | D     | 43    | + 5 tours   |
| 16   | LMGTE  | 55 | AF Corse                 | Piergiuseppe Perazzini Marco Cioci Federico Leo          | Ferrari 458 Italia GT2      | M     | 43    | + 5 tours   |
| 16   | LMGTE  | 55 | AF Corse                 | Piergiuseppe Perazzini Marco Cioci Federico Leo          | Ferrari 4.5 L V8 Atmo       | M     | 43    | + 5 tours   |
| 17   | LMGTE  | 54 | AF Corse                 | Yannick Mollégol Jean-Marc Bachelier (pl) Howard Blank   | Ferrari 458 Italia GT2      | M     | 42    | + 6 tours   |
| 17   | LMGTE  | 54 | AF Corse                 | Yannick Mollégol Jean-Marc Bachelier (pl) Howard Blank   | Ferrari 4.5 L V8 Atmo       | M     | 42    | + 6 tours   |
| 18   | LMP2   | 18 | Murphy Prototypes        | Brendon Hartley Mark Patterson                           | Oreca 03                    | D     | 41    | + 7 tours   |
| 18   | LMP2   | 18 | Murphy Prototypes        | Brendon Hartley Mark Patterson                           | Nissan VK45DE 4.5 L V8 Atmo | D     | 41    | + 7 tours   |
| 19   | LMPC   | 49 | Team Endurance Challenge | Paul-Loup Chatin Gary Hirsch                             | Oreca FLM09                 | M     | 37    | + 11 tours  |
| 19   | LMPC   | 49 | Team Endurance Challenge | Paul-Loup Chatin Gary Hirsch                             | Chevrolet 6.2 L V8 Atmo     | M     | 37    | + 11 tours  |
| 20   | GTC    | 65 | Momo Megatron DF1        | Dylan Derdaele Raffi Bader Kuba Giermaziak (en)          | Audi R8 LMS ultra           | M     | 33    | + 11 tours  |
| 20   | GTC    | 65 | Momo Megatron DF1        | Dylan Derdaele Raffi Bader Kuba Giermaziak (en)          | Audi 5.2 L V10 Atmo         | M     | 33    | + 11 tours  |
| Abd. | LMP2   | 3  | Greaves Motorsport       | Chris Dyson Michael Marsal (pl)                          | Zytek Z11SN                 | D     | 23    |             |
| Abd. | LMP2   | 3  | Greaves Motorsport       | Chris Dyson Michael Marsal (pl)                          | Nissan VK45DE 4.5 L V8 Atmo | D     | 23    |             |
| Abd. | LMP2   | 43 | Morand Racing            | Natacha Gachnang Franck Mailleux                         | Morgan LMP2                 | D     | 22    |             |
| Abd. | LMP2   | 43 | Morand Racing            | Natacha Gachnang Franck Mailleux                         | Judd HK 3.6 L V8 Atmo       | D     | 22    |             |
| Np.  | LMPC   | 47 | Team Endurance Challenge | Alex Loan Matthieu Lecuyer                               | Oreca FLM09                 | M     | 0     |             |
| Np.  | LMPC   | 47 | Team Endurance Challenge | Alex Loan Matthieu Lecuyer                               | Chevrolet 6.2 L V8 Atmo     | M     | 0     |             |

## Pole position et record du tour
- Pole position : Oliver Turvey sur n°38 Jota Sport en 1 min 51 s 699
- Meilleur tour en course : Brendon Hartley sur n°18 Murphy Prototypes en 2 min 08 s 869 au 12e tour.

## Tours en tête
Tours en tête 
- #36 Alpine A450 - Signatech Alpine : 3 tours (1-3)
- #43 Morgan LMP2 - Morand Racing : 13 tours (4-9 / 16-22)
- #18 Oreca 03 - Murphy Prototypes : 6 tours (10-15)
- #38 Zytek Z11SN - Jota Sport : 12 tours (23-30 / 45-48)
- #1 Oreca 03 - Thiriet par TDS Racing : 14 tours (31-46)

## À noter
- Longueur du circuit : 5,901 km
- Distance parcourue par les vainqueurs : 282,720 km